# Leo de María
Leonel Morales-Herrero (Madrid; 18 de diciembre de 1995), más conocido como Leo de María, es un pianista español de música clásica. Desde su debut a los 15 años con la Orquesta Sinfónica Estatal de Çukurova en Adana, desarrolla una carrera concertística actuando en numerosos países de todo el mundo. Su trayectoria ha sido distinguida con reconocimientos internacionales en prestigiosos concursos de interpretación.

## Educación y logros
Leo de María comenzó a estudiar piano a los once años en el Conservatorio de Música Padre Antonio Soler en San Lorenzo de El Escorial. Hizo su debut como solista a los quince años interpretando el Concierto para piano n.º 1 de Prokófiev con la Orquesta Sinfónica Estatal de Çukurova en Adana, Turquía. Pocos después, a la edad de dieciocho años, ganó el Primer Premio en el Concurso Internacional de Piano Frechilla-Zuloaga (Valladolid, España).
En el año 2016 destacó en el panorama internacional al ganar en el mismo año el Primer Premio en el Grand Prix du Lyon (Lyon, Francia) y en el Concurso Internacional de Piano MozARTè (Aachen, Alemania), y el Tercer Premio junto con el Premio del Público al Mejor Finalista en el Concurso Internacional de Piano Alexander Scriabin (Grosseto, Italia). Al año siguiente, obtuvo el Primer Premio en el Concurso Internacional de Piano Ciudad de Ferrol (Ferrol, España).
En los años posteriores, Leo de María ha sido galardonado internacionalmente con prestigiosos premios de la Federación Mundial de Concursos Internacionales de Música, como los concursos internacionales de UNISA (primer pianista español en obtener el Primer Premio), Épinal, Hummel, Santa Cecilia, Pozzoli y Premio Jaén. En 2024, su participación en el prestigioso Concurso Internacional de Piano Cleveland fue especialmente destacada, alcanzando los cuartos de final.
Leo de María obtuvo su grado en la Facultad de Música y Artes Escénicas de la Universidad Alfonso X el Sabio en Madrid, donde estudió con su padre, el pianista hispano-cubano Leonel Morales. Posteriormente, realizó sus estudios de máster con el Maestro Pavel Gililov en la Universidad Mozarteum de Salzburgo. Actualmente cursa un posgrado de Konzertexamen en la Universidad de Música y Artes Escénicas de Mannheim (Alemania) con el Maestro Rudolf Meister.

## Carrera
A lo largo de su carrera, Leo ha actuado en salas tan prestigiosas como la Laeiszhalle (Hamburgo) o el Severance Hall (Cleveland), y ha actuado por todo el mundo en países como Francia, Italia, Polonia, Alemania, Austria, Portugal, Eslovaquia, México, Sudáfrica, Brasil, China, Turquía, Eslovenia, Países Bajos, Japón…
En 2018 recibió el Premio Nacional “Cultura Viva” a la Revelación Artística (Madrid, España).
En 2019 realizó una extensa gira por China con un total de 12 conciertos en los principales escenarios del país asiático, comenzando en la ciudad de Chong Qing y concluyendo en Beijing, en el Tianquiao Performing Arts Center.
Ha actuado bajo la batuta de directores como Rastislav Štúr, Andrés Salado, Roberto Tibiriça y Gudni A. Emilsson, y ha colaborado con orquestas internacionales como la Orquesta Filarmónica Eslovaca (Eslovaquia), la Orquesta Sinfónica del Estado de Bursa (Turquía), la Orquesta Sinfónica de Toruń (Polonia), la Orquesta Sinfónica Brasileña (Brasil)... En España ha actuado con la Orquesta Filarmónica de Málaga, la Orquesta Sinfónica de Galicia, la Orquesta Sinfónica de Castilla y León y la Orquesta Nacional de España, entre otras.
Leo de María compagina actualmente su carrera como pianista con la docencia en la Universidad Alfonso X El Sabio y en la Escuela Superior de Música Forum Musikae. Es invitado con regularidad para impartir clases magistrales en festivales de verano en diversos países (EE. UU., Austria, España) y también ha formado parte del jurado en numerosos concursos de piano. Es artista de la agencia de conciertos Musiespaña.

## Selección de premios
- Primer Premio en el Concurso Internacional de Piano UNISA (Pretoria, Sudáfrica). 2024 (WFIMC)
- Segundo Premio en el Concurso Internacional de Piano de Épinal (Épinal, Francia). 2023 (WFIMC)
- Segundo Premio en el Festival y Concurso Internacional de Piano de Río de Janeiro (Rio de Janeiro, Brasil). 2023
- Segundo Premio en el Concurso Internacional de Piano Johann Nepomuk Hummel (Bratislava, Eslovaquia). 2021 (WFIMC)
- Segundo Premio en el Concurso Internacional Santa Cecilia (Oporto, Portugal). 2021 (WFIMC)
- Segundo Premio en el Concurso Internacional de San Remo – Música rusa para piano (San Remo, Italia). 2021
- Tercer Premio en el Concurso Internacional de Piano Ettore Pozzoli (Seregno, Italia). 2021 (WFIMC)
- Premio Rosa Sabater en el Concurso Internacional de Piano Premio Jaén (Jaén, España). 2021 (WFIMC)

## Discografía
Borderless (grabación en vivo en el Auditorio de Zaragoza, España). KNS Classical. 2024. Obras de Mozart, Granados, Liszt, Schumann y Ravel.